# Sezonul 2023 al NFL
Sezonul 2023 al NFL a fost cel de-al 104-lea sezon din istoria National Football League. Sezonul a început pe 7 septembrie 2023 cu meciul dintre campioana în exercițiu Kansas City Chiefs și Detroit Lions. Sezonul s-a încheiat în data de 11 februarie 2023 pe Allegiant Stadium din Paradise, Nevada cu meciul de Super Bowl LVIII, Kansas City Chiefs reușind să păstreze trofeul după ce a învins în prelungiri (25-22) pe San Francisco 49ers.

## Sezonul regulat
Sezonul regulat a inclus 544 de meciuri. Fiecare echipă a jucat 17 meciuri repartizate pe parcursul a 18 săptămâni consecutive. Ele au avut la dispoziție o săptămână de repaus numită bye week. Din cauza numărului mic de meciuri nici o echipă nu a jucat împotriva tuturor celorlalte echipe. Pentru fiecare echipă, meciurile s-au jucat astfel:
- 6 meciuri împotriva celorlalte echipe din aceeași divizie (meciuri tur-retur)
- 4 meciuri împotriva unor echipe dintr-o altă divizie din aceeași conferință (diviziile care se vor întâlni se schimba în fiecare an după o rotație prestabilită)
- 4 meciuri împotriva unor echipe dintr-o altă divizie din cealaltă conferință (diviziile care se vor întâlni se schimbă în fiecare an după o rotație prestabilita)
- 2 meciuri împotriva echipelor din aceeași conferință care au terminat pe același loc în sezonul precedent (locul 1 contra locul 1, locul 2 contra locul 2, etc.)
- 1 meci împotriva unor echipe dintr-o altă divizie din aceeași conferință cu care a jucat în urmă cu doi ani, conform locurilor ocupate în diviziile respective din sezonul anterior[1]

Sezonul regulat 2023 a început pe 7 septembrie și s-a încheiat pe 8 ianuarie 2023.

### Meciuri intra-conferințe
- AFC East - AFC West
- AFC North - AFC South
- NFC East - NFC West
- NFC North - NFC South

### Meciuri inter-conferințe
- AFC East - NFC East
- AFC North - NFC West
- AFC South - NFC South
- AFC West - NFC North

### Meciuri conform locului în clasament în sezonul trecut
- NFC East - AFC West
- NFC North - AFC North
- NFC South - AFC East
- NFC West - AFC South

## Clasamente sezonul regulat
| AFC East                            | AFC East | AFC East | AFC East | AFC East | AFC East | AFC East | AFC East | AFC East | AFC East |
| vizualizare • discuție • modificare | V        | Î        | E        | PCT      | DIV      | CONF     | PM       | PP       | CON      |
| ----------------------------------- | -------- | -------- | -------- | -------- | -------- | -------- | -------- | -------- | -------- |
| Buffalo Bills                       | 11       | 6        | 0        | 64,7%    | 4-2      | 7-5      | 451      | 311      | V5       |
| Miami Dolphins                      | 11       | 6        | 0        | 64,7%    | 4-2      | 7-5      | 496      | 391      | Î2       |
| New York Jets                       | 7        | 10       | 0        | 41,2%    | 2-4      | 4-8      | 268      | 355      | V1       |
| New England Patriots                | 4        | 13       | 0        | 23,5%    | 2-4      | 4-8      | 236      | 366      | Î2       |

| AFC North                           | AFC North | AFC North | AFC North | AFC North | AFC North | AFC North | AFC North | AFC North | AFC North |
| vizualizare • discuție • modificare | V         | Î         | E         | PCT       | DIV       | CONF      | PM        | PP        | CON       |
| ----------------------------------- | --------- | --------- | --------- | --------- | --------- | --------- | --------- | --------- | --------- |
| Baltimore Ravens                    | 13        | 4         | 0         | 76,5%     | 3-3       | 8-4       | 483       | 280       | Î1        |
| Cleveland Browns                    | 11        | 6         | 0         | 64,7%     | 3-3       | 8-4       | 396       | 362       | Î1        |
| Pittsburgh Steelers                 | 10        | 7         | 0         | 58,8%     | 5-1       | 7-5       | 304       | 324       | V3        |
| Cincinnati Bengals                  | 9         | 8         | 0         | 52,9%     | 1-5       | 4-8       | 366       | 384       | V1        |

| AFC South                           | AFC South | AFC South | AFC South | AFC South | AFC South | AFC South | AFC South | AFC South | AFC South |
| vizualizare • discuție • modificare | V         | Î         | E         | PCT       | DIV       | CONF      | PM        | PP        | CON       |
| ----------------------------------- | --------- | --------- | --------- | --------- | --------- | --------- | --------- | --------- | --------- |
| Houston Texans                      | 10        | 7         | 0         | 58,8%     | 4-2       | 7-5       | 377       | 353       | V2        |
| Jacksonville Jaguars                | 9         | 8         | 0         | 52,9%     | 4-2       | 6-6       | 377       | 371       | Î1        |
| Indianapolis Colts                  | 9         | 8         | 0         | 52,9%     | 4-2       | 6-6       | 396       | 415       | Î1        |
| Tennessee Titans                    | 6         | 11        | 0         | 35,3%     | 1-5       | 4-8       | 305       | 367       | V1        |

| AFC West                            | AFC West | AFC West | AFC West | AFC West | AFC West | AFC West | AFC West | AFC West | AFC West |
| vizualizare • discuție • modificare | V        | Î        | E        | PCT      | DIV      | CONF     | PM       | PP       | CON      |
| ----------------------------------- | -------- | -------- | -------- | -------- | -------- | -------- | -------- | -------- | -------- |
| Kansas City Chiefs                  | 11       | 6        | 0        | 64,7%    | 4-2      | 9-3      | 371      | 294      | V2       |
| Las Vegas Raiders                   | 8        | 9        | 0        | 47,1%    | 4-2      | 6-6      | 332      | 331      | V1       |
| Denver Broncos                      | 8        | 9        | 0        | 47,1%    | 3-3      | 5-7      | 357      | 413      | Î1       |
| Los Angeles Chargers                | 5        | 12       | 0        | 29,4%    | 1-5      | 3-9      | 346      | 398      | Î1       |

| NFC East                            | NFC East | NFC East | NFC East | NFC East | NFC East | NFC East | NFC East | NFC East | NFC East |
| vizualizare • discuție • modificare | V        | Î        | E        | PCT      | DIV      | CONF     | PM       | PP       | CON      |
| ----------------------------------- | -------- | -------- | -------- | -------- | -------- | -------- | -------- | -------- | -------- |
| Dallas Cowboys                      | 12       | 5        | 0        | 70,6%    | 5-1      | 9-3      | 509      | 315      | V2       |
| Philadelphia Eagles                 | 11       | 6        | 0        | 64,7%    | 4-2      | 9-3      | 433      | 428      | Î2       |
| New York Giants                     | 6        | 11       | 0        | 35,3%    | 3-3      | 5-7      | 266      | 407      | V1       |
| Washington Commanders               | 4        | 13       | 0        | 23,5%    | 0-6      | 2-10     | 329      | 518      | Î8       |

| NFC North                           | NFC North | NFC North | NFC North | NFC North | NFC North | NFC North | NFC North | NFC North | NFC North |
| vizualizare • discuție • modificare | V         | Î         | E         | PCT       | DIV       | CONF      | PM        | PP        | CON       |
| ----------------------------------- | --------- | --------- | --------- | --------- | --------- | --------- | --------- | --------- | --------- |
| Detroit Lions                       | 12        | 5         | 0         | 70,6%     | 4-2       | 8-4       | 461       | 395       | V1        |
| Green Bay Packers                   | 9         | 8         | 0         | 52,9%     | 4-2       | 7-5       | 383       | 350       | V3        |
| Minnesota Vikings                   | 7         | 10        | 0         | 41,2%     | 2-4       | 6-6       | 344       | 362       | V4        |
| Chicago Bears                       | 7         | 10        | 0         | 41,2%     | 2-4       | 6-6       | 360       | 379       | Î1        |

| NFC South                           | NFC South | NFC South | NFC South | NFC South | NFC South | NFC South | NFC South | NFC South | NFC South |
| vizualizare • discuție • modificare | V         | Î         | E         | PCT       | DIV       | CONF      | PM        | PP        | CON       |
| ----------------------------------- | --------- | --------- | --------- | --------- | --------- | --------- | --------- | --------- | --------- |
| Tampa Bay Buccaneers                | 9         | 8         | 0         | 52,9%     | 4-2       | 7-5       | 348       | 325       | V1        |
| New Orleans Saints                  | 9         | 8         | 0         | 52,9%     | 4-2       | 6-6       | 402       | 327       | V2        |
| Atlanta Falcons                     | 7         | 10        | 0         | 41,2%     | 3-3       | 4-8       | 321       | 373       | Î2        |
| Carolina Panthers                   | 2         | 15        | 0         | 11,8%     | 1-5       | 1-11      | 236       | 416       | Î3        |

| NFC West                            | NFC West | NFC West | NFC West | NFC West | NFC West | NFC West | NFC West | NFC West | NFC West |
| vizualizare • discuție • modificare | V        | Î        | E        | PCT      | DIV      | CONF     | PM       | PP       | CON      |
| ----------------------------------- | -------- | -------- | -------- | -------- | -------- | -------- | -------- | -------- | -------- |
| San Francisco 49ers                 | 12       | 5        | 0        | 70,6%    | 5-1      | 10-2     | 491      | 298      | Î1       |
| Los Angeles Rams                    | 10       | 7        | 0        | 58,8%    | 5-1      | 8-4      | 404      | 377      | V4       |
| Seattle Seahawks                    | 9        | 8        | 0        | 52,9%    | 2-4      | 7-5      | 364      | 402      | V1       |
| Arizona Cardinals                   | 4        | 13       | 0        | 23,5%    | 0-6      | 3-9      | 330      | 455      | Î1       |

## Play-off

### Meciurile de calificare pentru play-off

#### AFC
- Kansas City Chiefs - Miami Dolphins 26-7
- Buffalo Bills - Pittsburgh Steelers 31-17
- Houston Texans - Cleveland Browns 45-14

#### NFC
- Tampa Bay Buccaneers - Philadelphia Eagles 32-9
- Dallas Cowboys - Green Bay Packers 32-48
- Detroit Lions - Los Angeles Rams 24-23

|  | Semifinale pe conferințe | Semifinale pe conferințe |                         |    | Finale pe conferințe | Finale pe conferințe |  |  | Finala NFL | Finala NFL |
|  |                          |                          |                         |    |                      |                      |  |  |            |            |
|  | 20 ianuarie              |                          |                         |    |                      |                      |  |  |            |            |
|  |                          |                          |                         |    |                      |                      |  |  |            |            |
|  | San Francisco 49ers (1)  | 24                       |                         |    |                      |                      |  |  |            |            |
|  | San Francisco 49ers (1)  | 24                       | 28 ianuarie             |    |                      |                      |  |  |            |            |
|  | Green Bay Packers (7)    | 21                       |                         |    |                      |                      |  |  |            |            |
|  | Green Bay Packers (7)    | 21                       | San Francisco 49ers (1) | 34 |                      |                      |  |  |            |            |
|  | 21 ianuarie              |                          | San Francisco 49ers (1) | 34 |                      |                      |  |  |            |            |
|  |                          | Detroit Lions (3)        | 31                      |    |                      |                      |  |  |            |            |
|  | Detroit Lions (3)        | Detroit Lions (3)        | 31                      | 31 |                      |                      |  |  |            |            |
|  | Detroit Lions (3)        |                          | 11 februarie            | 31 |                      |                      |  |  |            |            |
|  | Tampa Bay Buccaneers (4) | 23                       |                         |    |                      |                      |  |  |            |            |
|  | Tampa Bay Buccaneers (4) | 23                       | San Francisco 49ers (1) | 22 |                      |                      |  |  |            |            |
|  | 20 ianuarie              |                          | San Francisco 49ers (1) | 22 |                      |                      |  |  |            |            |
|  |                          | Kansas City Chiefs (3)   | 25 (OT)                 |    |                      |                      |  |  |            |            |
|  | Baltimore Ravens (1)     | Kansas City Chiefs (3)   | 25 (OT)                 | 34 |                      |                      |  |  |            |            |
|  | Baltimore Ravens (1)     | 28 ianuarie              |                         | 34 |                      |                      |  |  |            |            |
|  | Houston Texans (4)       | 10                       |                         |    |                      |                      |  |  |            |            |
|  | Houston Texans (4)       | 10                       | Baltimore Ravens (1)    | 10 |                      |                      |  |  |            |            |
|  | 21 ianuarie              |                          | Baltimore Ravens (1)    | 10 |                      |                      |  |  |            |            |
|  |                          | Kansas City Chiefs (3)   | 17                      |    |                      |                      |  |  |            |            |
|  | Buffalo Bills (2)        | Kansas City Chiefs (3)   | 17                      | 24 |                      |                      |  |  |            |            |
|  | Buffalo Bills (2)        |                          |                         | 24 |                      |                      |  |  |            |            |
|  | Kansas City Chiefs (3)   | 27                       |                         |    |                      |                      |  |  |            |            |
|  | Kansas City Chiefs (3)   | 27                       |                         |    |                      |                      |  |  |            |            |